# فوينلابرادا دي لوس مونتيس

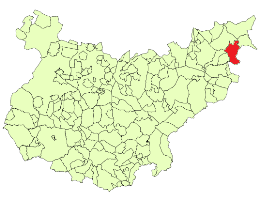
موقع البلدية في مقاطعة بطليوس

بلدية فوينلابرادا دي لوس مونتيس (بالإسبانية: Fuenlabrada de los Montes)‏، هي إحدى بلديات مقاطعة بطليوس، التي تقع في منطقة إكستريمادورا، والتي تقع في غرب إسبانيا.
يبلغ عدد سكانها 2.046 نسمة وفقاً لإحصائية سنة (2002).